# Clássico dos Matutos
Itabaiana e Lagarto são dois times que disputam um duelo entre os clubes das maiores cidades do interior do estado de Sergipe.

## História
O confronto entre  os clubes das cidades de Itabaiana e Lagarto deu início na década de 50 com Lagarto EC e Itabaiana,na década de 90 o time de Lagarto mudou o nome para Lagartense que foi campeão estadual ainda na década de 90, com a inatividade do clube em meados dos anos 2008 e com uma grande crise financeira, o clube licenciou-se. Em 2009 foi fundado o Lagarto Futebol Clube, esse que protagoniza o Clássico Matuto contra o Tricolor da Serra.
O primeiro confronto ocorreu em 1972 jogo válido pelo Campeonato Sergipano de Futebol de 1972 pelo Primeiro Turno, jogando em Lagarto no Estádio Paulo Barreto de Menezes diante de mais de 1.500 torcedores o primeiro capítulo do clássico foi vencido pelo alviverde.

## Maiores públicos
- Partidas entre Itabaiana e Lagarto são disputadas no Estádio Mendonção ou Estádio Barretão.

Não se tem dados dos públicos anteriores ao ano de 2010 quando o Lagarto se chamava AC Lagartense, portanto considerasse apenas os 5 maiores públicos desde 2012.
1. Lagarto 1-2 Itabaiana, 2.500, 05 de fevereiro de 2022, Campeonato Sergipano
2. Lagarto 0-0 Itabaiana, 2.000, 20 de março de 2022, Campeonato Sergipano
3. Lagarto 0-1 Itabaiana, 1.973, 15 de janeiro de 2017, Campeonato Sergipano
4. Itabaiana 1-0 Lagarto, 1.647, 16 de fevereiro de 2023, Campeonato Sergipano
5. Lagarto 1-2 Itabaiana, 1.852, 21 de janeiro de 2018, Campeonato Sergipano

## Lista de jogos do clássico
Abaixo segue a lista de jogos do clássico e públicos desde o ano de 2012.